# Henry Hudson
Pour les articles homonymes, voir Hudson.

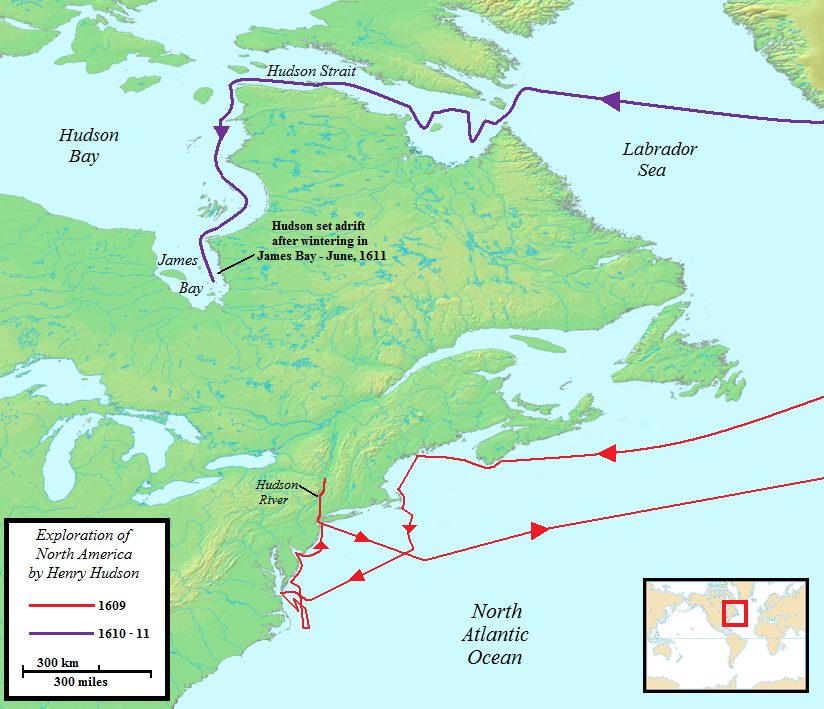
Carte des voyages d'Henry Hudson en Amérique du Nord

Henry Hudson, probablement né le 12 septembre 1565 à Londres et mort en 1611 dans la baie d'Hudson (actuel Canada), est un navigateur et explorateur anglais, qui a donné son nom au fleuve Hudson, qui arrose l'État de New York, au détroit d'Hudson et à la baie d'Hudson au Canada, où il meurt à la suite d'une mutinerie de l'équipage de son navire, le Discovery.
De ses quatre voyages (1607, 1608, 1609 et 1610-1611), trois sont effectués au service de l'Angleterre, mais celui de 1609, durant lequel il explore le fleuve Hudson, au service de la république des Provinces-Unies.

## Biographie

### Origines familiales et formation
Les premières années de sa vie sont très mal connues, mais il passe certainement son enfance au bord de la mer. J. Meredith Read (en) pense qu'il est sans doute le petit-fils d'un autre Henry Hudson, échevin de Londres en 1555.
Il commence à naviguer à 16 ans comme mousse et gravit ensuite un à un les échelons jusqu'à devenir capitaine.

### À la recherche du passage du Nord-Ouest (1607)
En 1607, avec des informations issues de la description du Groenland d'Ivar Bardsen (du XIVe siècle), Hudson embarque sur le Contour II pour chercher au nord de l'Amérique un passage vers les Indes orientales (Japon, Chine, Inde), couramment appelé « passage du Nord-Ouest ».
Ce voyage est financé par la Compagnie de Moscovie,, une société commerciale anglaise bénéficiant d'une charte royale.
En juin 1607, il arrive près de la côte orientale du Groenland et remonte vers le nord, en établissant des cartes au fur et à mesure de sa progression. Le 20, il met le cap sur Svalbard, qu'il atteint le 17 juillet. À cet endroit, le navire ne se trouve qu'à 577 milles marins du pôle, et il devient évident que la banquise les empêche de progresser davantage. Hudson décide de rentrer le 31 juillet et arrive en Angleterre en septembre.
Sur le chemin du retour, il aurait, selon le chroniqueur Thomas Edge (1588-1624), découvert l'île aujourd'hui connue sous le nom de Jan Mayen. Mais les sources sur le voyage de Hudson montrent qu'il n'aurait pu passer au large de Jan Mayen en 1607 qu'au prix d'un curieux détour ; l'historien Wordie relève d'ailleurs que Hudson n'y fait aucune allusion dans son journal. Enfin, aucune carte ne confirme cette découverte.

### Tentative sur le passage du Nord-Est (1608)
En 1608 il se lance dans une nouvelle tentative, cette fois-ci en longeant le littoral norvégien, en direction du Nord-Est.
Il est de nouveau obligé de rebrousser chemin à cause de la banquise, après avoir atteint la Nouvelle-Zemble.
Cet endroit ayant déjà été exploré auparavant, la Compagnie Moscovie décide de ne plus financer d'autres expéditions arctiques.

### Le voyage de 1609 au service des Provinces-Unies

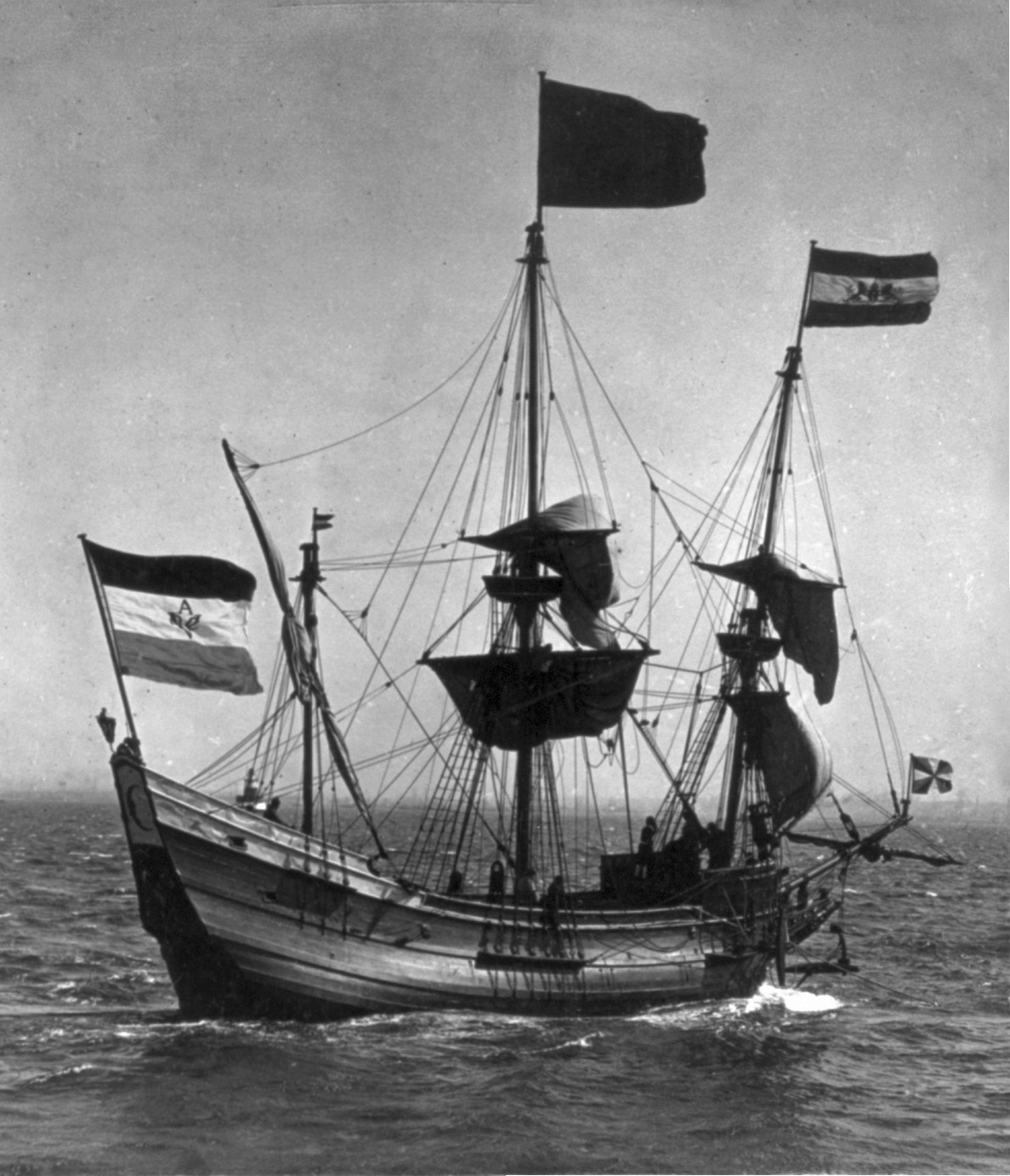
Le Halve Maen (Demi-lune).

Hudson se tourne alors du côté de la Compagnie néerlandaise des Indes orientales, créée en 1602 sous l'égide du gouvernement de la république des Sept Provinces-Unies des Pays-Bas, dont les principales sont la Hollande (Amsterdam, Rotterdam) et la Zélande (Middelbourg).
Les marchands hollandais (notamment) sont intéressés par la découverte de routes maritimes plus rapides que le passage par le détroit de Magellan ou le cap de Bonne-Espérance en direction de l'Asie (les « Indes orientales »).
La compagnie arme un nouveau vaisseau, le Halve Maen (« Demi-lune »), qui appareille sous le commandement de Hudson vers le Nord-Est en mai 1609, mais il est obligé de faire demi-tour avant d'arriver en Nouvelle-Zemble.
L'expédition change alors d'objectif et traverse l'Atlantique vers l'ouest, atteignant Terre-Neuve en juillet. Ils passent les quatre mois suivants à explorer la côte est de l'Amérique du Nord, le Maine, le Cap Cod puis un fleuve qui va être nommé « Hudson », avec les îles de Staten Island et de Manhattan. On pense que c'est Hudson lui-même qui a donné à une île le nom de « Staten Island » (Staaten Eyslandt en néerlandais), en honneur des États généraux des Provinces-Unies.
Ils ne sont pas les premiers Européens à décrire ce littoral où Giovanni da Verrazano est venu dès 1524.
Arrivé à Manhattan le 11 septembre, Hudson commence à remonter le cours du fleuve, mais se rend compte rapidement qu'il ne s'agit pas d'un passage vers l'océan Pacifique.
Revenu en Europe en novembre, le navire accoste à Dartmouth, où Hudson est arrêté pour avoir navigué sous pavillon étranger non reconnu[réf. nécessaire]. Il est relâché après une brève détention.
Les Provinces-Unies revendiquent par la suite ce territoire comme la colonie de Nouvelle-Néerlande et y établissent la colonie de La Nouvelle-Amsterdam.
Le journal de bord du voyage d'Hudson pour le compte de la Compagnie néerlandaise des Indes orientales a été perdu, mais il a été retranscrit par Johannes de Laet dans son ouvrage de 1625 Nieuwe Wereldt ofte beschrijvinghe van West-Indien (« Le nouveau monde ou la description des Indes de l'ouest »).

### L'expédition anglaise de 1610
En 1610 Hudson réussit à retrouver les moyens de naviguer sous pavillon anglais, grâce à la Compagnie Virginia et à la Compagnie anglaise des Indes orientales. Aux commandes d'un nouveau navire, le Discovery, il choisit une route plus septentrionale que celle de 1609, ayant reçu quelques critiques pour être allé trop au sud avec les Hollandais. Il atteint l'Islande le 11 mai, puis le 4 juin la pointe sud du Groenland, qu'il contourne pour continuer vers l'ouest.
L'équipage pense avoir enfin découvert le passage du Nord-Ouest. Le 25 juin, ils atteignent le détroit d'Hudson à l'extrémité nord du Labrador. En suivant la côte sud du détroit, le navire arrive dans la baie d'Hudson le 2 août et continue pendant plusieurs mois à en explorer le littoral. En novembre le Discovery est pris dans les glaces et son équipage débarque pour hiverner à terre.

### La mutinerie duDiscoveryet la mort de Hudson (1611)

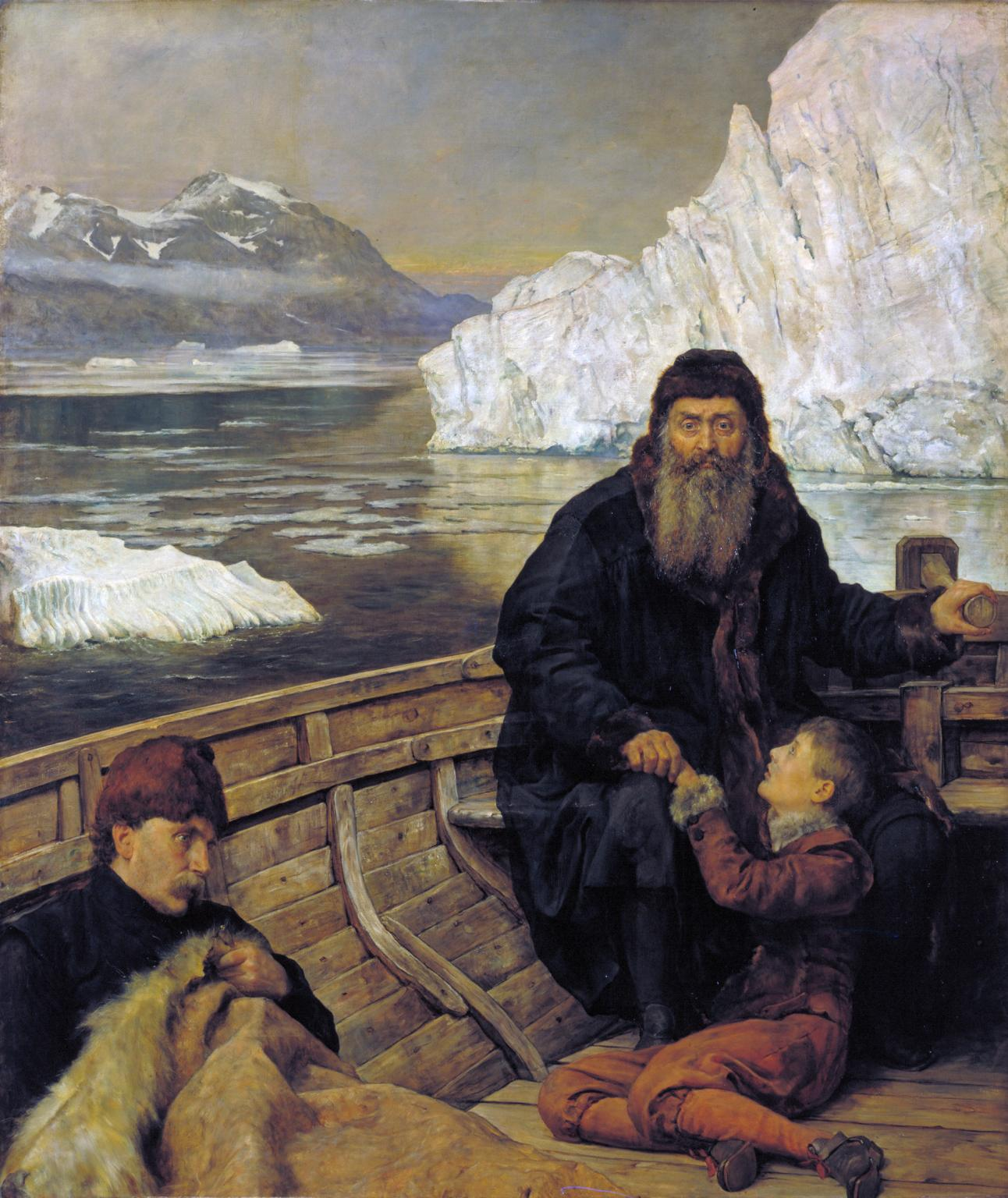
Peinture de John Collier illustrant Henry Hudson abandonné à lui-même dans une chaloupe lors de la mutinerie du Discovery.

Au printemps 1611, Hudson voulait poursuivre l'exploration, mais ses hommes ne songeaient qu'à rentrer au port. Finalement, une mutinerie éclata en juin 1611. Hudson, son fils John (encore adolescent) et sept autres membres d'équipage (pour la plupart malades) furent abandonnés dans une chaloupe. Personne ne les revit : les campagnes de recherche ultérieures, conduites  par Thomas Button en 1612, et Zachariah Gillam en 1668–1670, n'ont abouti à aucune conclusion claire,. Une tradition orale, vivace au Canada, affirme qu'ils auraient poursuivi leur périple vers le sud jusqu'à la rivière des Outaouais, ce qui est peu plausible. Seuls huit mutins parvinrent à rentrer en vie en Europe, et bien que détenus un temps, aucun ne fut puni pour la mort d'Hudson.
Le journal d'Henry Hudson ne nous est pas parvenu en entier, mutilé probablement par ceux-là qui avaient à se défendre. Après le procès, Samuel Purchas a publié un fragment de son journal suivi d'un plus large discours d'Abacuk Pricket.

## Postérité
Aujourd'hui, le nom de Hudson se retrouve dans la toponymie de New York. Hudson a donné son nom au fleuve qui longe l'ouest de Manhattan. Une rue qui traverse les quartiers de West Village et de Tribeca fut également baptisée en son honneur. Enfin, les noms de très nombreuses institutions publiques new-yorkaises et privées font également référence à Hudson.
On lui doit également dans l'actuel Canada le détroit d'Hudson et la baie d'Hudson. Cette dernière a donné son nom à une célèbre compagnie canadienne, la Compagnie de la Baie d'Hudson.